# Oxyecous lesnei
Oxyecous lesnei är en insektsart som beskrevs av Lucien Chopard 1936. Oxyecous lesnei ingår i släktet Oxyecous och familjen vårtbitare. Inga underarter finns listade i Catalogue of Life.